# Furu-utsubo

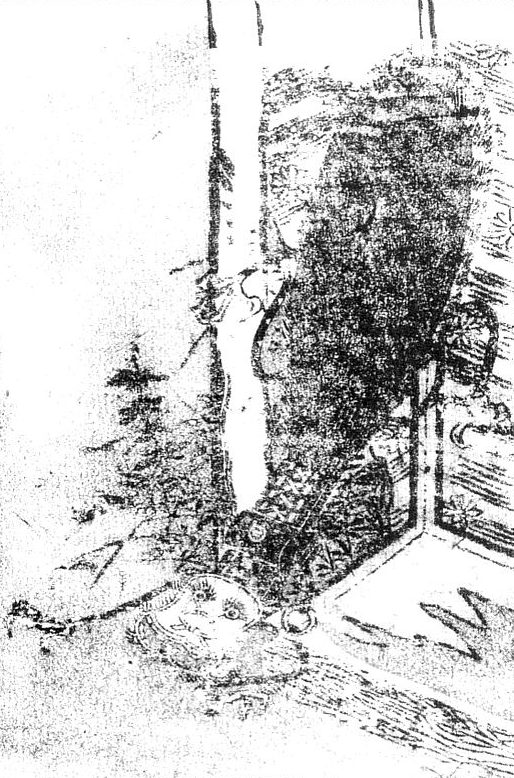
Furu-utsubo dal Gazu hyakki tsurezure bukuro di Toriyama Sekien.

Il Furu-utsubo o Furuutsubo (古空穂?, Antica faretra) è uno yōkai del folclore giapponese. Appartenente al gruppo yōkai degli Tsukumogami.

## Descrizione
Il furu-utsubo è descritto come un'antica faretra ornata per arco e frecce, come quelle usate dai samurai feudali in guerra o dai cacciatori imperiali. Si tratta di uno tsukumogami, una creatura che solitamente nasce da un oggetto che ha raggiunto l'età di 100 anni.
Si dice anche che il furu-utsubo abbia preso vita grazie all'energia residua lasciata dal suo proprietario che lo ha custodito con cura durante la sua esistenza. È anche possibile che l'anima del defunto prenda possesso del materiale bellico, lo tsukumogami sarà allora animato da uno spirito di vendetta. Tuttavia, se l'oggetto viene perso e abbandonato, pieno di dolore e disperazione, egli si mette alla ricerca del suo precedente proprietario. Nei libri sugli yōkai a partire dall'era Heisei, c'è una spiegazione secondo cui gli strumenti realizzati con materiali animali possono facilmente diventare tsukumogami, quindi gli oggetti fabbricati con pelliccia o piume (come archi, frecce e faretre) si trasformerebbero più facilmente in tsukumogami.
Quando riprende vita, sviluppa un volto grottesco e braccia e gambe pelose e sottili ma forti, striscia agilmente in giro, borbottando selvaggiamente.

## Origine e leggenda
Il furu-usubo è raffigurato e descritto nell'opera Gazu hyakki tsurezure bukuro di Toriyama Sekien del 1784. Il testo esplicativo di Sekien recita: «Questo è probabilmente un vecchio Utsubo (faretra) usato da Miura-no-suke e Kazusa-no-suke, che rischiarono la vita per cacciare la volpe selvatica di Nasuno-no-hara». La "volpe selvatica di Nasuno-no-hara" si riferisce leggenda della dea volpe Tamamo no Mae (la volpe a nove code) che si dice sia stata sconfitta a Nasunohara (prefettura di Tochigi).
È uno yōkai creato da Sekien e si pensa che sia basato su una murena che porta arco e frecce che appare nell'emaki raffigurante gli yōkai del periodo Muromachi "Hyakki yagyō emaki".
Furu-utsubo appare anche come personaggio secondario in un'opera teatrale Nō del 1456 intitolata "Sesshōseki" di Hiyoshi "Saami" Yasukiyo.
Secondo una leggenda, un famoso furu-utsubo apparteneva al comandante Miura Yoshiaki del clan Miura. Dopo aver perso la vita in sacrificio durante la guerra Genpei, la sua faretra piena di dolore divenne un furu-utsubo.